# 제71회 영국 아카데미 영화상
제73회 영국 아카데미 영화상은 2017년 한해 영국 극장에서 공개된 영화·다큐멘터리 작품을 대상으로 수상된다. 영국 영화 텔레비전 예술 아카데미가 주관하여 총 24개 부문을 시상한다. 시상식은 영국 현지 시각으로 2018년 2월 18일 런던 로열 앨버트 홀에서 열린다. 시상식 진행자는 조애나 럼리이다.
수상 결과, 마틴 맥도너의 《쓰리 빌보드》가 작품상을, 기예르모 델토로의 《셰이프 오브 워터: 사랑의 모양》이 감독상을 수상했다. 최다 후보 작품은 《셰이프 오브 워터》로, 총 12개 부문에 후보로 올랐으며, 최다 수상 작품은 《쓰리 빌보드》로 총 5개 부문에서 수상했다.

## 수상 및 후보
| 작품상 | 감독상 |
| --- | --- |
| - 《쓰리 빌보드》 - 그레이엄 브로드벤트, 피트 처닌, 마틴 맥도나 - 《콜 미 바이 유어 네임》 - 에밀리 조르주, 루카 과다니노, 마르코 모라비토, 피터 스미어스 - 《다키스트 아워》 - 팀 베번, 리사 브루스, 에릭 펠너, 앤서니 매카튼, 더글러스 어밴스키 - 《덩케르크》 - 크리스토퍼 놀런, 에마 토머스 - 《셰이프 오브 워터: 사랑의 모양》 - 기예르모 델토로, J. 마일스 데일                                                                                       | - 기예르모 델토로 - 《셰이프 오브 워터: 사랑의 모양》 - 루카 과다니노 - 《콜 미 바이 유어 네임》 - 마틴 맥도나 - 《쓰리 빌보드》 - 크리스토퍼 놀런 - 《덩케르크》 - 드니 빌뇌브 - 《블레이드 러너 2049》 |
| 남우주연상 | 여우주연상 |
| - 게리 올드먼 - 《다키스트 아워》의 윈스턴 처칠 역 - 제이미 벨 - 《필름스타 인 리버풀》의 피터 터너 역 - 티모시 샬라메 - 《콜 미 바이 유어 네임》의 엘리오 펄먼 역 - 대니얼 데이루이스 - 《팬텀 스레드》의 레이놀즈 우드콕 역 - 대니얼 컬루야 - 《겟 아웃》의 크리스 워싱턴 역 | - 프랜시스 맥도먼드 - 《쓰리 빌보드》의 밀드레드 헤이스 역 - 아네트 베닝 - 《필름스타 인 리버풀》의 글로리아 그레이엄 역 - 샐리 호킨스 - 《셰이프 오브 워터: 사랑의 모양》의 엘리사 에스포시토 역 - 마고 로비 - 《아이, 토냐》의 토냐 하딩 역 - 세어셔 로넌 - 《레이디 버드》의 크리스틴 맥퍼슨 역 |
| 남우조연상 | 여우조연상 |
| - 샘 록웰 - 《쓰리 빌보드》의 제이슨 딕슨 역 - 윌럼 더포 - 《플로리다 프로젝트》의 바비 힉스 역 - 휴 그랜트 - 《패딩턴 2》의 피닉스 뷰캐넌 역 - 우디 해럴슨 - 《쓰리 빌보드》의 빌 윌러비 역 - 크리스토퍼 플러머 - 《올 더 머니》의 J. 폴 게티 역 | - 앨리슨 재니 - 《아이, 토냐》의 러보나 골든 역 - 레슬리 맨빌 - 《팬텀 스레드》의 시릴 우드콕 역 - 로리 멧캐프 - 《레이디 버드》의 매리언 맥퍼슨 역 - 크리스틴 스콧 토머스 - 《다키스트 아워》의 클레멘타인 처칠 역 - 옥타비아 스펜서 - 《셰이프 오브 워터: 사랑의 모양》의 젤다 풀러 역 |
| 각본상 | 각색상 |
| - 마틴 맥도나 - 《쓰리 빌보드》 - 기예르모 델토로, 버네사 테일러 - 《셰이프 오브 워터: 사랑의 모양》 - 그레타 거윅 - 《레이디 버드》 - 조던 필 - 《겟 아웃》 - 스티븐 로저스 - 《아이, 토냐》 | - 제임스 아이보리 - 《콜 미 바이 유어 네임》 - 사이먼 파너비, 폴 킹 - 《패딩턴 2》 - 맷 그린핼 - 《필름스타 인 리버풀》 - 아르만도 이안누치, 이언 마틴, 데이비드 슈나이더 - 《스탈린이 죽었다!》 - 에런 소킨 - 《몰리의 게임》 |
| 촬영상 | 신인 작가·감독·제작자상 |
| - 《블레이드 러너 2049》 - 로저 디킨스 - 《다키스트 아워》 - 브뤼노 델보넬 - 《덩케르크》 - 호이터 판호이테마 - 《셰이프 오브 워터: 사랑의 모양》 - 단 라우스트센 - 《쓰리 빌보드》 - 벤 데이비스 | - 룽가노 뇨니(작가/감독), 에밀리 모건(제작) - 《나는 마녀가 아니다》 - 개러스 턴리(작가/감독/제작), 잭 힐리 거트먼(작가/감독/제작), 톰 미튼(제작) - 《더 구울》 - 조니 해리스(작가/제작), 토머스 Q. 내퍼(감독) - 《조본》 - 루시 코언(감독) - 《우리만의 왕국》 - 앨리스 버치(작가), 윌리엄 올드로이드(감독), 포들라 크로닌 오라일리(제작) - 《레이디 맥베스》 |
| 영국 영화상 | 다큐멘터리상 |
| - 《쓰리 빌보드》 - 그레이엄 브로드벤트, 피트 처닌, 마틴 맥도나 - 《다키스트 아워》 - 팀 베번, 리사 브루스, 에릭 펠너, 앤서니 매카튼, 더글러스 어밴스키 - 《스탈린이 죽었다!》 - 아르만도 이안누치, 케빈 로더, 로랑 자이툰, 얀 제누, 이언 마틴, 데이비드 슈나이더 - 《신의 나라》 - 프랜시스 리, 메이넌 아디슨, 잭 탈링 - 《레이디 맥베스》 - 윌리엄 올드로이드, 포들라 크로닌 오라일리, 앨리스 버치 - 《패딩턴 2》 - 폴 킹, 데이비드 헤이먼, 사이먼 파너비 | - 《아이 엠 낫 유어 니그로》 - 라울 펙 - 《유령의 도시》 - 매슈 헤인먼 - 《이카루스》 - 브라이언 포글, 댄 코건 - 《불편한 진실 2》 - 보니 코언, 존 솅크 - 《제인》 - 브렛 모건 |
| 음악상 | 음향상 |
| - 《셰이프 오브 워터: 사랑의 모양》 - 알렉상드르 데스플라 - 《블레이드 러너 2049》 - 벤저민 월피시, 한스 치머 - 《다키스트 아워》 - 다리오 마리아넬리 - 《덩케르크》 - 한스 치머 - 《팬텀 스레드》 - 조니 그린우드 | - 《덩케르크》 - 앨릭스 깁슨, 리처드 킹, 그레그 랜대커, 게리 리조, 마크 와인가튼 - 《베이비 드라이버》 - 팀 캐버진, 메리 H. 엘리스, 댄 모건, 제러미 프라이스, 줄리언 슬레이터 - 《블레이드 러너 2049》 - 론 바틀렛, 시오 그린, 더그 헴필, 마키 맨지니, 맥 루스 - 《셰이프 오브 워터: 사랑의 모양》 - 크리스천 쿡, 넬슨 페레이라, 글렌 고티에, 네이선 로비타유, 브래드 조언 - 《스타워즈: 라스트 제다이》 - 렌 클라이스, 데이비드 파커, 마이클 시매닉, 스튜어트 윌슨, 매슈 우드 |
| 미술상 | 시각효과상 |
| - 《셰이프 오브 워터: 사랑의 모양》 - 폴 데넘 오스터베리, 제프 멜빈, 셰인 비우 - 《미녀와 야수》 - 세라 그린우드, 케이티 스펜서 - 《블레이드 러너 2049》 - 데니스 개스너, 알레산드라 케르촐라 - 《다키스트 아워》 - 세라 그린우드, 케이티 스펜서 - 《덩케르크》 - 네이선 크롤리, 게리 페티스 | - 《블레이드 러너 2049》 - 리처드 R. 후버, 폴 램버트, 게르트 네프처, 존 넬슨 - 《덩케르크》 - 스콧 피셔, 앤드루 잭슨, 폴 코볼드, 앤드루 로클리 - 《셰이프 오브 워터: 사랑의 모양》 - 데니스 베라르디, 트레이 해럴, 마이크 힐, 케빈 스콧 - 《스타워즈: 라스트 제다이》 - 스티븐 애플린, 크리스 코볼드, 벤 모리스, 닐 스캔런 - 《혹성탈출: 종의 전쟁》 - 대니얼 배럿, 댄 레먼, 조 레터리, 조엘 휘스트                                                                            |
| 의상상 | 분장상 |
| - 《팬텀 스레드》 - 마크 브리지스 - 《미녀와 야수》 - 재클린 더런 - 《다키스트 아워》 - 재클린 더런 - 《아이, 토냐》 - 제니퍼 존슨 - 《셰이프 오브 워터: 사랑의 모양》 - 루이스 세케이라 | - 《다키스트 아워》 - 데이비드 맬리나우스키, 이바나 프리모라츠, 루시 시빅, 쓰지 가즈히로 - 《블레이드 러너 2049》 - 도널드 모왓, 케리 원 - 《아이, 토냐》 - 데러바 라 미아 디네이버, 어드루이사 리 - 《빅토리아 & 압둘》 - 대니얼 필립스, 루 셰퍼드 - 《원더》 - 나오미 백스태드, 로버트 판디니, 아리언 타위턴 |
| 편집상 | 외국어 영화상 |
| - 《베이비 드라이버》 - 폴 매클리스, 조너선 에이머스 - 《블레이드 러너 2049》 - 조 워커 - 《덩케르크》 - 리 스미스 - 《셰이프 오브 워터: 사랑의 모양》 - 시드니 월린스키 - 《쓰리 빌보드》 - 존 그레고리 | - 《아가씨》 - 박찬욱, 임승용 - 《엘르》 - 폴 버호벤, 사이드 벤사이드 - 《그들이 아버지를 죽였다》 - 앤젤리나 졸리, 티리 판 - 《러브리스》 - 안드레이 즈뱌긴체프, 알렉산드르 로드냔스키 - 《세일즈맨》 - 아스가르 파르하디, 알렉상드르 마예기 |
| 애니메이션 영화상 | 단편 애니메이션 영화상 |
| - 《코코》 - 리 언크리치, 달라 K. 앤더슨 - 《러빙 빈센트》 - 도로타 코비엘라, 휴 웰치먼, 아이번 맥태거트 - 《내 이름은 꾸제트》 - 클로드 바라스, 막스 카를리 | - Poles Apart - 팔로마 배자, 서엔로 - Have Heart - 윌 앤더슨 - Mamoon - 벤 스티어 |
| 단편 영화상 | EE 신예 스타상 |
| - Cowboy Dave - 콜린 오툴, 조너스 모텐슨 - Aamir - 비카 에브도키멘코, 에마 스톤, 올리버 슈스터 - Bronco - SLB - A Drowning Man - 마디 플레이펠, 싱네 뷔르게 쇠렌센, 패트릭 캠벨 - Work - 아닐 카리아, 스콧 오도널 - Wren Boys - 해리 라이턴, 소샤 베이컨, 존 피츠패트릭 | - 대니얼 컬루야 - 티모시 샬라메 - 조시 오코너 - 플로렌스 퓨 - 테사 톰슨 |

## 같이 보기
- 제75회 골든 글로브상
- 제90회 아카데미 시상식